# 諾沃波爾 (日托米爾州)
50°26′28″N 28°27′42″E / 50.44111°N 28.46167°E
诺沃波尔（romanized: Novopil）是位於烏克蘭北部的村莊，由日托米爾州日托米爾區的奧利伊夫卡市鎮負責管轄。該村始建於1611年，面積3.8平方公里，海拔高度222米，2001年人口799，人口密度每平方公里210.26人。